# Raccordo autostradale 9
Il raccordo autostradale 9 di Benevento (RA 9) è un raccordo autostradale italiano che collega l'A16 Napoli-Canosa alla città di Benevento, per uno sviluppo di poco più di 12 chilometri.
La numerazione RA 9 appare nei segnali identificativi dei cavalcavia e nelle progressive chilometriche.

## Classificazione
Il raccordo è stato classificato come autostrada con d. m. del 6/12/1977 (GU 111 del 21/04/1978), con la denominazione di Raccordo autostradale tra l'autostrada Napoli-Bari e la città di Benevento.
Il decreto del presidente del Consiglio dei ministri del 21 settembre 2001 (Gazzetta Ufficiale n. 226 del 28-09-2001) ha assegnato al raccordo la numerazione RA 09.
Il decreto legislativo 29 ottobre 1999, n. 461 non ha incluso il raccordo tra le autostrade italiane ma tra la rete stradale a viabilità ordinaria di interesse nazionale.
Il raccordo è dotato dei segnali stradali di inizio e fine autostrada ed è quindi classificato come tale.
L'estensione originaria era di circa 17 chilometri e comprendeva anche il tratto della tangenziale est di Benevento che ora è stato compreso dall'Anas come ultimo tratto della strada statale 372 Telesina.

## Caratteristiche
Il raccordo ha le caratteristiche di una strada a carreggiate separate, ciascuna con due corsie, senza corsia di emergenza. Inizialmente sul tratto erano presenti anche autovelox voluti da ANAS, per poi dismessi negli ultimi anni.
Vige sull'intero tratto il limite di velocità di 80 km/h.

## Percorso

### Tabella percorso
| di Benevento |                                                                                |      |      |           |
| Tipo         | Indicazione                                                                    | ↓km↓ | ↑km↑ | Provincia |
|              | Napoli - Canosa                                                                | --   | --   | AV        |
|              | Barriera Benevento                                                             | 0    | 12,7 | AV        |
|              | Castello del Lago Via Appia                                                    | 0,1  | 12,6 | AV        |
|              | San Giorgio del Sannio Calvi Apice Via Appia                                   | 6,3  | 6,4  | BN        |
|              | Benevento Est San Nicola Manfredi Via Appia Rione Libertà Stadio Ciro Vigorito | 12,3 | 0,4  | BN        |
|              | Telesina Sannitica Campobasso Roma - Napoli                                    | 12,7 | 0,0  | BN        |